# S chutí Toskánska
S chutí Toskánska (v originále Quanto basta) je italský film z roku 2018. 

## Děj
Arturo (Vinicio Marchioni) byl uznávaný michelinský šéfkuchař. Jeho výbušná povaha ho však přivede do vězení. Po propuštění musí ještě pracovat v sociálních službách, a učí tak vařit skupinu lidí s Aspergerovým syndromem. Nejprve je zcela neangažovaný a zaměřený na sebe. Jednomu z jeho studentů, Guidovi (Luigi Fedele), se však podaří dostat do kulinářské soutěže a Arturo jej na ni doprovází. Přebírá tak za něj zodpovědnost. Postupně přijímá nutnost podřizovat se specifickému chování chlapce, je vtahován do jeho světa a začne mu na něm záležet. Zamiluje se přitom do psycholožky Anny (Valeria Solarino), která se o Guida stará. Nakonec s ní začne žít a Guida, který má jen prarodiče a potřebuje se postavit na vlastní nohy, zaměstná ve své restauraci.